# Justin Lonwijk
Justin Antonius Lonwijk (Tilburg, 21 dicembre 1999) è un calciatore olandese naturalizzato surinamese, centrocampista del Fortuna Sittard, in prestito dalla Dinamo Kiev, e della nazionale surinamese.

## Carriera

### Club

#### Jong PSV
Il 13 gennaio 2017 ha debuttato con lo Jong PSV in un incontro di Eerste Divisie contro il Den Bosch.

#### Utrecht
Il 29 maggio 2019 firma un contratto triennale fino al 2022 con l'Utrecht. Sotto la guida di John van den Brom, ha giocato entrambe le partite nei turni preliminari di Europa League contro lo Zrinjski Mostar. Il 4 agosto 2019 ha esordito in Eredivisie, schierato come titolare nella vittoria per 4-2 sul campo dell'ADO Den Haag.

#### Viborg
Il 25 gennaio 2021, è stato ceduto in prestito al Viborg, formazione della seconda divisione danese, per il resto della stagione, con opzione di riscatto. Il 1º giugno 2021 è stato annunciato il suo acquisto a titolo definitivo. Ha firmato un contratto valido fino al 2024.

### Nazionale
Ha giocato nelle nazionali giovanili olandesi Under-16, Under-17, Under-18 ed Under-19.
Nel 2024 ha esordito nella nazionale maggiore surinamese.
Nel 2025 ha partecipato alla CONCACAF Gold Cup.

## Statistiche

### Presenze e reti nei club
Statistiche aggiornate al 14 agosto 2022.
| Stagione            | Squadra             | Campionato          | Campionato | Campionato | Coppe nazionali | Coppe nazionali | Coppe nazionali | Coppe continentali | Coppe continentali | Coppe continentali | Altre coppe | Altre coppe | Altre coppe | Totale | Totale |
| Stagione            | Squadra             | Comp                | Pres       | Reti       | Comp            | Pres            | Reti            | Comp               | Pres               | Reti               | Comp        | Pres        | Reti        | Pres   | Reti   |
| ------------------- | ------------------- | ------------------- | ---------- | ---------- | --------------- | --------------- | --------------- | ------------------ | ------------------ | ------------------ | ----------- | ----------- | ----------- | ------ | ------ |
| gen.-mag. 2017      | Jong PSV            | EED                 | 8          | 2          |                 | -               | -               |                    | -                  | -                  |             | -           | -           | 8      | 2      |
| 2017-2018           | Jong PSV            | EED                 | 7          | 1          |                 | -               | -               |                    | -                  | -                  |             | -           | -           | 7      | 1      |
| 2018-2019           | Jong PSV            | EED                 | 18         | 3          |                 | -               | -               |                    | -                  | -                  |             | -           | -           | 18     | 3      |
| Totale Jong PSV     | Totale Jong PSV     | Totale Jong PSV     | 33         | 6          |                 | -               | -               |                    | -                  | -                  |             | -           | -           | 33     | 6      |
| 2019-2020           | Utrecht             | ED                  | 1          | 0          | CO              | 0               | 0               | UEL                | 2                  | 0                  |             | -           | -           | 3      | 0      |
| 2020-gen. 2021      | Utrecht             | ED                  | 0          | 0          | CO              | 0               | 0               |                    | -                  | -                  |             | -           | -           | 0      | 0      |
| Totale Utrecht      | Totale Utrecht      | Totale Utrecht      | 1          | 0          |                 | 0               | 0               |                    | 2                  | 0                  |             | -           | -           | 3      | 0      |
| 2019-2020           | Jong Utrecht        | EED                 | 11         | 3          |                 | -               | -               |                    | -                  | -                  |             | -           | -           | 11     | 3      |
| 2020-gen. 2021      | Jong Utrecht        | EED                 | 12         | 1          |                 | -               | -               |                    | -                  | -                  |             | -           | -           | 12     | 1      |
| Totale Jong Utrecht | Totale Jong Utrecht | Totale Jong Utrecht | 23         | 4          |                 | -               | -               |                    | -                  | -                  |             | -           | -           | 23     | 4      |
| gen.-giu. 2021      | Viborg              | 1D                  | 6+9        | 0+3        | CD              | -               | -               |                    | -                  | -                  |             | -           | -           | 15     | 3      |
| 2021-2022           | Viborg              | SL                  | 20+9       | 2+1        | CD              | 1               | 0               |                    | -                  | -                  |             | -           | -           | 30     | 3      |
| 2022-2023           | Viborg              | SL                  | 5          | 1          | CD              | 0               | 0               | UECL               | 4                  | 0                  |             | -           | -           | 9      | 1      |
| Totale Viborg       | Totale Viborg       | Totale Viborg       | 49         | 7          |                 | 1               | 0               |                    | 4                  | 0                  |             | -           | -           | 54     | 7      |
| Totale carriera     | Totale carriera     | Totale carriera     | 106        | 17         |                 | 1               | 0               |                    | 6                  | 0                  |             | -           | -           | 113    | 17     |

## Palmarès

### Club

#### Competizioni nazionali
- 1. Division: 1

Viborg: 2020-2021